# 假體

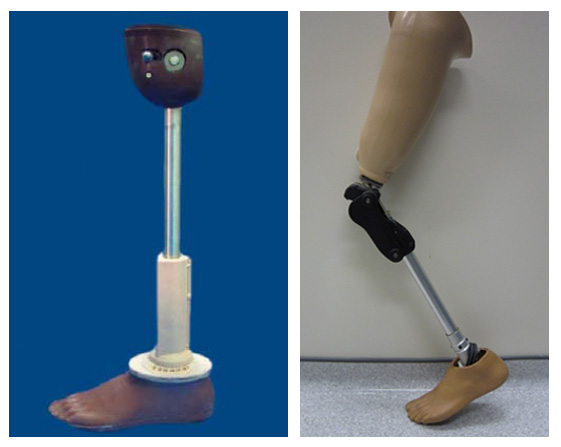
義肢

假体又称义体、人工植体（prosthetic implant），是一种人造装置，用以替代因创伤、疾病或先天障碍而缺失的身体部分。汉语对特定身体部位的假体又有特定称呼，例如上下肢的假体，称作假肢、义肢；眼睛的假体，称为义眼；足部则称为義足等等。義肢與義體（如义乳、假鼻子、假髮、假牙）最大的不同在於義肢的功能性較強，也不同一般人造器官是為了維護生命，且單指上下肢。
假体旨在尽量恢复缺失身体部位的正常功能，冀望用其修復器官或肢體的功能障礙（不論暫時性或永久性），或是用來掩飾肢體傷殘。例如截肢康复主要由康复医师协调一组调跨领域团队，其成员含康复医师、假肢技师、护理师、物理治疗师和作业治疗师。假体可由手工或计算机辅助设计制作，目前多利用后者以软件界面生成二维和三维图形以及其分析工具、优化工具，来协助技师设计和分析假体作品。

## 类型
个人的假体应根据其外观和功能需求来设计和组装。例如某人需要肘下假体，他可在美学功能装置、肌电装置、自身力源装置、活动专用装置间做选择，根据其未来目标和经济能力有助于他在一个或多个装置间选择。
颅面假体包括口内和口外假体。口外假体又分为半面、耳、鼻、眶和眼假体；口内假体则为牙科修复体，如假牙、填充体和牙科种植体。颈部假体包括喉替代体、气管和上食管置换体。躯干假体包括乳房假体（单侧或双侧）、全乳房装置或乳头假体。阴茎假体则用于治疗勃起功能障碍、矫正阴茎畸形、在生理男性行阴茎成形术和阴核释出术，以及在女跨男的性别重置手术中构建新的阴茎。

### 依部位

#### 上肢義肢
- 全臂及肩膀義肢：指截肢部位達到部份肩胛骨者使用的義肢，較常見於電燒傷患者，算是很重的傷殘。
- 肘上義肢（全臂義肢）：指截肢部位達到手肘以上者使用的義肢。
- 肘下義肢：指截肢部位至手肘以下者使用的義肢。（的義肢則屬於肘下義肢一類，而手腕的鐵鈎狀義肢成為了中古海盜的廣泛形象）
- 手指義肢：可能是單指，也可能是多指。

#### 下肢義肢
- 膝上義肢：截肢至大腿部位者使用。
- 膝下義肢：截肢至小腿部位使用。（小腿的木樁義肢是中古海盜的廣泛形象）
- 足部義肢：腳掌部分的截肢者使用。

### 依功能

#### 功能性義肢
- 無機關功能性義肢：像虎克船長的勾子，功能單純，許多上肢義肢利用一些模組化套件，在不同狀況下換裝不同義肢。
- 有機關功能性義肢：大多數下肢義肢都會裝有關結及彈簧系統，甚至有電子動力回饋系統等，上肢義肢則有許多會利用鋼絲和彈簧，達到抓握等動作。

#### 美觀性義肢
- 純粹爲了美觀而製作，例如義手，對於截肢者建立自信自尊相當有幫助。
- 許多義肢裝具師也兼從事這類義肢的化妝（塗裝）工作。

### 依動力
- 目前市面上有出現一些電子義肢，裡面裝有電腦及小型驅動器，能協助機械關節作出更恰當的細微動作。
- 目前醫學工程界亦積極研究人造神經或人造肌肉的研究，在將來，截肢者有望可以透過這些新科技，完全恢復肢體功能。

## 外部連結
- 評估適合自己的義肢
- 不合適的義肢長期穿會引起哪些疾病！如何預防和治療？
- 下肢殘肢保養7大點!
- 兒童的義肢裝配和使用應注意什麼？